# Sibelius
シベリウス (Sibelius) は、アビッド・テクノロジーの一部門であるシベリウス・ソフトウェアが開発、販売している楽譜作成ソフトウェアの一つ。商用。
デスクトップ版はMicrosoft WindowsとmacOSに、モバイル版はiPadOSとiOS（iPadとiPhone）に対応している。

## 概要
ベン・フィンとジョナサン・フィンによって開発。1993年にリリースされたが、わずか一枚のフロッピーディスクであり、メモリ使用量は1MBだった。1998年以降からWindowsとMac OSで使用できるようになり、現在も開発が続けられている。起動音はジャン・シベリウスの交響曲の一節が引用されている。
プロの作曲家として最初にSibeliusを使用したのはリチャード・エムズレイ（ISCM横浜大会で日本初紹介）であり、エムズレイはフェイバー社内でジョージ・ベンジャミンの「アンタラ」をSibeliusで清書したことで知られている。こうして、イギリスでは爆発的にSibeliusユーザーが優勢になった経緯がある。
Sibeliusのバージョン8からはアクティベーションの方法が変更された。

### Sibelius開発危機
2006年よりAvidに買収されたSibeliusであるが、2012年7月2日、Avidは従来Sibeliusの開発を行っていたロンドンのオフィスを経営判断から閉鎖し、従業員は転勤か退職、ソフトの開発はウクライナのキエフに移すと発表した。オフショアのソフトウェア研究開発会社であるGlobalLogicはウクライナで新しい開発チームを求めてプログラマを探索しており、Avidは、そこでSibeliusの開発が継続されるとしている。この動きに対し、Facebook内にSave Sibeliusという抗議団体が形成されている。また、この結果として、Steinbergがロンドンに新たに立ち上げた「楽譜作成と教育市場の研究開発センター」にSibelius UKでシニア・プロジェクト・マネージャーだったDaniel Spreadburyを新オフィスのプロダクト・マーケティング・マネージャーとして、スタッフの一人Ben Timmsをヘッドとして登用しており、今後の動向が注目されている。
現在は経済面の援助の見通しが立ったことで、今後も問題なく開発可能とされている。

## バージョン

### Sibelius | Ultimate (旧Sibelius)
- Sibelius 1.0：Windows版1998年9月
  - Sibelius 1.2：Mac版1999年3月
- Sibelius 2：2001年
- Sibelius 3：2003年
Kontakt Playerの使用と音声ファイル、CDの作成が可能になる。
- Sibelius 4：2005年7月
- Sibelius 5：2007年6月
VSTに対応、専用音源であるSibelius Sounds Essentialsが付属、「パノラマ・ビュー」を搭載。MusicXMLのインポートに対応。
- Sibelius 6：2009年5月
「マグネティックレイアウト」（スラー、臨時記号、音符に貼り付く連音符などの位置を自動調整する機能）を搭載、「バージョン」（同一ファイル内で、編集内容を時系列的に記録し、比較ややり直しが可能）搭載、タップテンポに対応、ReWireに対応、音声入力に対応。
- Sibelius 7：2011年7月
リボンインターフェースを導入。64ビット版OS（x64アーキテクチャ）に完全対応し、マルチコアCPUにも対応。38 GB以上の容量を持つ音源「Sibelius 7 Sounds」を導入。MusicXMLに完全対応。
  - Sibelius 7.5：2014年3月

7.1へはアップデートは無償であったが、7.5へは有償のアップグレードとなる。
従来の英語、フランス語、ドイツ語、イタリア語、スペイン語、日本語、簡体字中国語に加え、ロシア語やブラジル・ポルトガル語に対応し、iPad向けフォーマットであるAvid Scorchに対応。またSibelius First 7で先行対応していたYouTube、Facebook、SoundCloudへの共有機能、スコア再生動画の作成なども可能力も可能になる（ただし「再生デバイス」で設定された音源でのみ出力が可能となる）。
- Sibelius 8: サブスクリプション制度の導入、Microsoft Surface Pro 3に対応。
- Sibelius 2018.6: マルチテクストに対応。
- Sibelius 2021.2: Apple M1に対応[12]。

### Sibelius (旧Sibelius First)
簡易版。特徴としては、記譜が16譜表までであり、各種記号のカスタマイズやMIDIデータの編集などに制約がある。
- Sibelius 5 First
- Sibelius 6 First
- Sibelius First 7

### Sibelius | First
無料版。記譜が4譜表までとなっている。

## 他社製楽譜作成ソフトウェアとの比較
同じく楽譜作成ソフトウェアであるFinaleとは頻繁に比較検討対象となっている。たとえば、毎年新バージョンを出していたFinaleに対し、Sibeliusは2年ごとに新バージョンを出していた。また、FinaleはHuman Playbackを搭載して、よりリアルな演奏を可能としていたが、SibeliusではReWireや64ビット版OSに対応するなどして、リアルな音源の使用や買収先であったAvidのPro ToolsをはじめとしたDAWとの連携に力を入れてきた。
他にも、Finaleは米国版が発売されてから、日本語、イタリア語、ドイツ語、フランス語による各国語版が再開発されるが、Sibeliusは多言語アプリケーションであり、英語、中国語、フランス語、ドイツ語、日本語、スペイン語、イタリア語に対応している。両社とも積極的に互いの機能を取り入れたり、クロスグレード版を登場させたりするなど、競争は激化している。しかし、連符に使用される数字の大きさやフォント、楽譜の概観などにFinaleほどの自由がないなど様々な違いがあるため、ユーザーにより意見が割れる。現在はフリーやオープンソースの楽譜作成ソフトウェアもかなりのレベルで楽譜の制作が可能になったため、Sibeliusは高機能出力やマルチ音源出力などに開発の主眼を移し始めた。
かつては「Finaleは年号、Sibeliusはバージョン番号」と覚えやすかったものの、2018年現在は「Finaleはバージョン番号、Sibeliusは西暦と月にあやかった番号」と逆転した。

## Sibelius を使用している主な著名人
- 相澤直人（作曲家）
- 伊東たけし（ミュージシャン）
- 小六禮次郎（作曲家）
- 山本恭司（作曲家、ギタリスト）
- サカモト教授（ミュージシャン）
- 服部克久（作曲家・編曲家）